# Otão de la Roche
Otão de la Roche foi Duque de Atenas. Esteve à frente dos destinos do ducado de 1205 até 1225. Foi seguido no governo do ducado por Guido I de la Roche. Foi também o primeiro senhor de Argos e Náuplia, um estado cruzado criado como feudo do Principado de Acaia. Este feudo era somente constituído pelas cidades de Argos e Náuplia. Nasceu em 1211, com a cedência pelo príncipe de Acaia, Godofredo I de Vilearduin, das duas cidades como um feudo, a Otão de La Roche, duque de Atenas. Otão de la Roche foi seguido no governo do senhorio por Guido I de la Roche.